# A noite do castelo

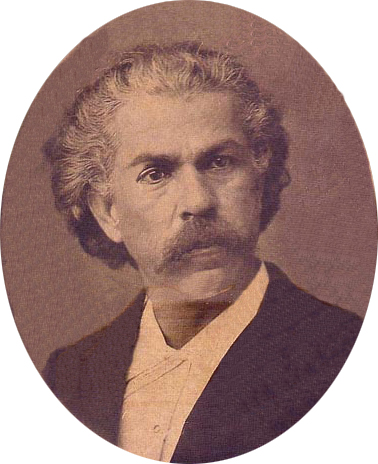
Antônio Carlos Gomes

A noite do castelo ("En natt på slottet") är en opera seria i tre akter med musik av den brasilianske kompositören Antônio Carlos Gomes. Librettot skrevs på brasiliansk portugisiska av Antônio José Fernandes dos Reis och byggde på António Feliciano de Castilhos dikt med samma namn från 1830. Verket hade premiär på Theatro Lyrico Fluminense i Rio de Janeiro den 4 september 1861.

## Uppförandehistorik

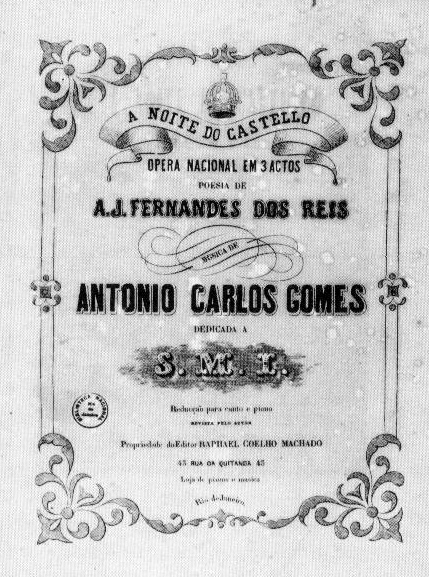
Titelsidan till originalpartituret av A noite do castelo

A noite do castelo var Gomes första opera och komponerades under hans studieår i Rio de Janeiro. Han uppmuntrades att få operan uppförd av José Amat, försteintendent vid Kejserliga Musikaliska Akademien och Opera Lyrica Nacional. 1860 skrev Gomes ett brev från Rio de Janeiro till sin fader och bjöd in honom till premiären som skulle äga rum påföljande år:
"Meu bom pai. Escrevo esta só para não demorar uma boa notícia. Afinal tenho um libreto. Foi extraído do poema de Castilho - A Noite do Castelo. Hoje mesmo começo a trabalhar na composição da ópera, prepare-se portanto, para vir ao Rio de Janeiro em 1861. Saudades muitas às manas e aos manos, principalmente ao Juca, abençoe-me como a seu filho muito grato. Carlos"
(Översättning: "Min gode fader. Jag skriver detta till dig då det är goda nyheter. Äntligen har jag ett libretto. Det är från en dikt av Castilho - A Noite do Castelo. Idag påbörjade jag arbetet med komponerandet av operan. Gör dig redo att komma till Rio de Janeiro 1861. Hälsa hjärtligt till mina systrar och bröder, särskilt till Juca. Er tacksamme son, Carlos.")
Det första framförandet av A noite do castelo framfört av Opera Lyrica Nacional på Theatro Lyrico Fluminense den  4 september 1861 inhöstade våldsamma applåder; samtida ögonvittnen beskrev publiken som "berusade". Gomes dirigerade själv föreställningen, som sammanföll med kejsare Pedro II:s bröllopsdag till vilken verket var tillägnat. Efter föreställningen dubbades Gomes till riddare av Rosenorden av kejsaren som själv fäste medaljen på kompositörens bröst.
A noite do castelo slog aldrig utanför Brasiliens gränser och framförs numera sällan även i hemlandet. Det finns en liveinspelning från 1978 gjord av Orquestra Sinfônica da Campinas, Coral da Universidade Estadual de Campinas och Coral da Universidade de São Paulo.

## Personer
| Roller                               | Stämma  | Premiärbesättning den 4 september 1861 (Dirigent: Antônio Carlos Gomes) |
| ------------------------------------ | ------- | ----------------------------------------------------------------------- |
| Leonor                               | sopran  | Luisa Amat                                                              |
| Fernando, Leonors trolovade          | baryton |                                                                         |
| Henrique, Leonors make, dödförklarad | tenor   |                                                                         |
| Greve Orlando, Leonors fader         | bas     |                                                                         |
| Inêz, Leonors hovdam                 | sopran  |                                                                         |
| Raimundo, Greve Orlandos tjänare     | bas     |                                                                         |
| Pager och tjänare                    |         |                                                                         |